# Kealakekua

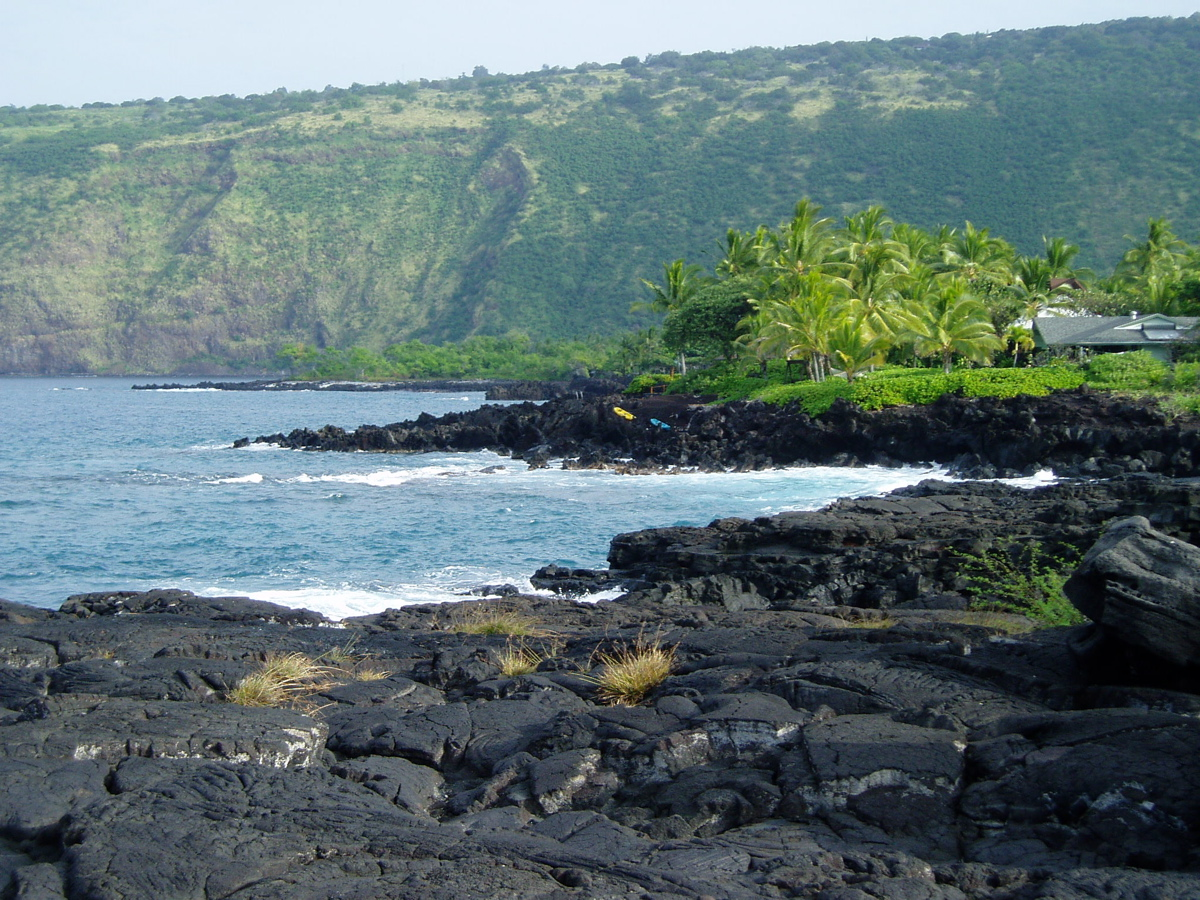
Kealakekua Bay

Kealakekua est une census-designated place des États-Unis située à Hawaï, sur l'île du même nom. Sa population s’élevait à 2 019 habitants lors du recensement de 2010.

## Démographie
| Groupe            | Kealakekua | Hawaï | États-Unis |
| ----------------- | ---------- | ----- | ---------- |
| Asiatiques        | 30,8       | 38,6  | 4,8        |
| Blancs            | 26,8       | 24,7  | 72,4       |
| Métis             | 26,5       | 23,6  | 2,9        |
| Océaniens         | 12,2       | 10,0  | 0,2        |
| Autres            | 2,5        | 1,3   | 6,2        |
| Amérindiens       | 1,0        | 0,3   | 0,9        |
| Afro-Américains   | 0,3        | 1,6   | 12,6       |
| Total             | 100        | 100   | 100        |
|                   |            |       |            |
| Latino-Américains | 10,7       | 8,9   | 16,7       |

Selon l'American Community Survey pour la période 2011-2015, 86,58 % de la population âgée de plus de 5 ans déclare parler l'anglais à la maison, 5,82 % une langue polynésienne (principalement l'hawaïen et l'ilocano), 2,54 % le japonais, 1,64 % l'espagnol, 0,85 % le tagalog et 2,59 % une autre langue.
| 2000  | 2010  | - | - | - | - |
| ----- | ----- | - | - | - | - |
| 1 594 | 2 019 | - | - | - | - |